# Reichenbachia kansana
Reichenbachia kansana är en skalbaggsart som beskrevs av Thomas Casey 1897. Reichenbachia kansana ingår i släktet Reichenbachia och familjen kortvingar. Inga underarter finns listade i Catalogue of Life.